# Поединок Пересвета с Челубеем на Куликовом поле
«Поединок Пересвета с Челубеем на Куликовом поле» (1943 год) — самая известная картина советского художника Михаила Ивановича Авилова. На полотне изображён бой русского богатыря Пересвета с неким «печенежским» воином Челубеем, который, согласно литературному произведению XV века — «Сказанию о Мамаевом побоище», — предшествовал Куликовской битве, причём оба участника пали в этой схватке. В соответствии со «Сказанием», хотя оба воина погибли в поединке, победа осталась за Пересветом, так как его конь довез всадника до русских войск, тогда как Челубей оказался выбитым из седла. Однако судя по тексту «Задонщины» (конец XIV — начало XV века), Пересвет был жив в разгар Куликовской битвы, ибо там говорится, что он на поле «поскакивает на своём добром коне, а злачёным доспехом посвельчивает», когда уже «иные лежат посечены».
За создание этой картины М. И. Авилов стал лауреатом Сталинской премии первой степени (1946).

## Описание

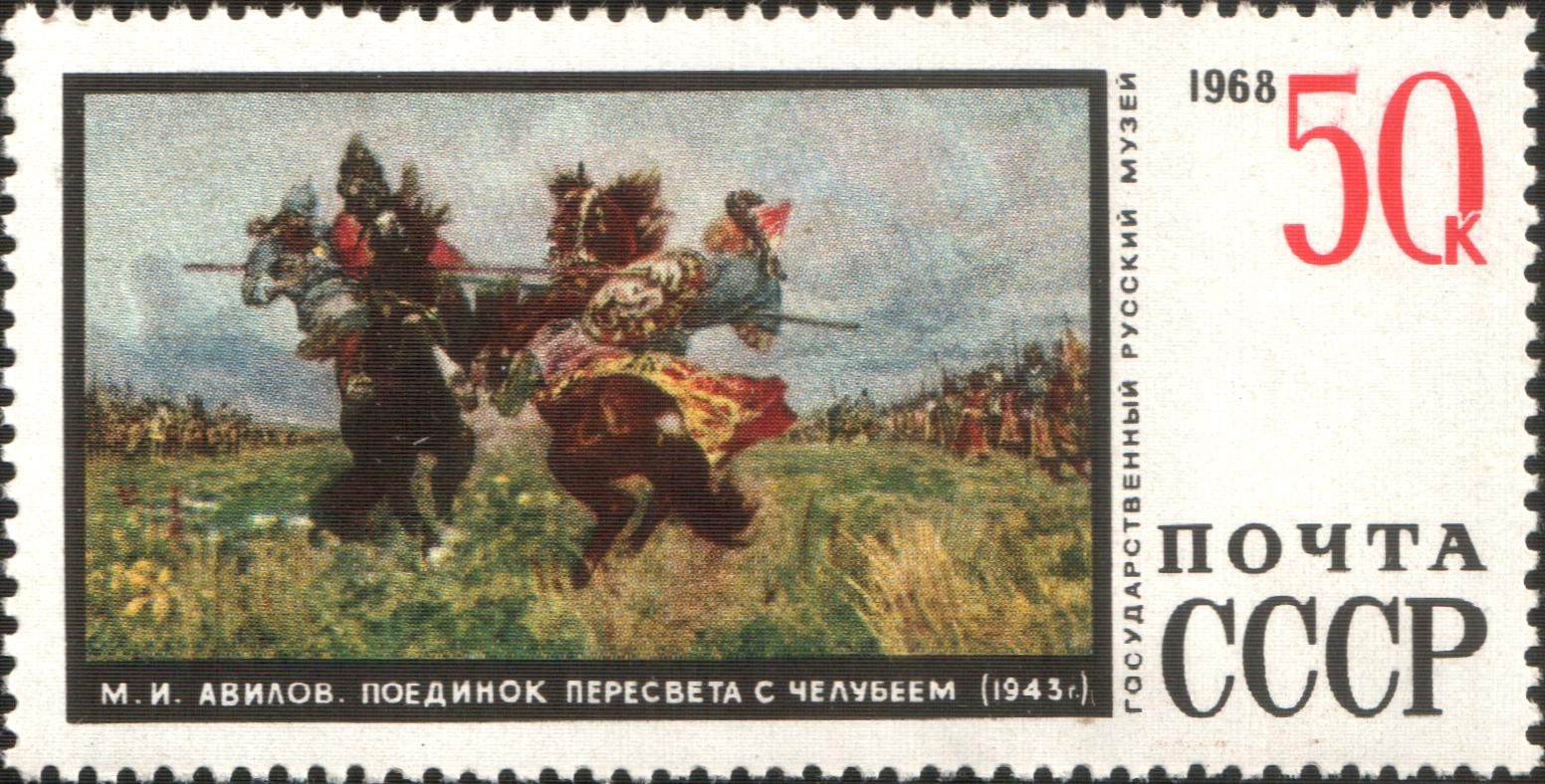
Марка СССР: Михаил Иванович Авилов (1882—1954). «Поединок Пересвета с Челубеем» (1943). Серия: Картины Государственного Русского музея (Санкт-Петербург)

Композиция картины довольно проста. Центральное место занимают взвившиеся на дыбы могучие кони с сидящими на них Пересветом (слева) и Челубеем (справа). Лошади изображены очень крупно и подавляют собой остальное изображённое на картине. Развевающиеся гривы, оскаленные зубы и свирепые морды делают коней страшными. Ярко выделяется развевающийся по ветру пёстрый чепрак коня Челубея и расписной круглый щит, проткнутый копьём русского богатыря. У Пересвета ярко поблескивают на солнце стальной шлем и кольчуга.
Копья противников ударяют в щиты друг друга. Щиты и кольчуги не выдерживают удара, и копья протыкают их, вонзаясь в тела богатырей. Челубей слетает с седла от удара копья русского богатыря. С его бритой головы летит красный малахай. Подался назад и Пересвет. Его фигура крайне напряжена, глаза с лютой ненавистью впиваются в поверженного врага.
На заднем плане по краям картины видны уходящие вдаль ряды одного и другого войска. Игрой красок Авилов передаёт состояние войск перед боем. Скромные, строгие, сероватые тона в левой части картины характеризуют выдержку, спокойствие и уверенность в победе русского войска. Впереди строя на белом коне — великий князь Дмитрий Иванович Донской. В битве он получит контузию, но останется жив. Яркие, пёстрые краски татаро-монгольского войска передают их беспокойство и неуверенность в исходе поединка.